# Мюллер, Генрих (футболист, 1888)
Генрих Мюллер (нем. Heinrich Müller; 1888, Винтертур, Цюрих — 11 мая 1957[…], Монтрё[…]) — швейцарский футболист, выступавший на позиции защитника, и тренер.

## Клубная карьера
Профессиональную карьеру начал в 1904 году за команду «Винтертур», в которой провёл семь сезонов.
Своей игрой за эту команду привлек внимание представителей тренерского штаба клуба «Торино», в состав которого присоединился в 1911 году. Отыграл за туринскую команду один сезон.
В 1912 году вернулся в клуб «Винтертур», за который отыграл 5 сезонов. Был единственным членом команды, который поучаствовал во всех трёх победных сезонов клуба: 1905/1906, 1907/1908 и 1916/1917. Завершил карьеру футболиста в 1917 году.

## Карьера за сборную
4 апреля 1909 года дебютировал за национальную сборную Швейцарии в товарищеском матче против сборной Германии (0:1). Всего Мюллер за сборную сыграл 11 матчей и забил 1 гол.

#### Гол за сборную
| Дата         | Место                      | Соперник | Счёт | Результат | Турнир            |
| ------------ | -------------------------- | -------- | ---- | --------- | ----------------- |
| 3 преля 1910 | Ландхоф, Базель, Швейцария | Германия | 1-1  | 2-3       | Товарищеский матч |

## Карьера тренера
Начал тренерскую карьеру, вернувшись в футбол после продолжительного перерыва, в 1934 году, возглавив тренерский штаб национальной сборной Швейцарии. Руководил командой на чемпионате мира 1934 года в Италии, где швейцарцы победили Нидерланды (3:2) и проиграли Чехословакии (2:3).

## Достижения

### «Винтертур»
- Чемпион Швейцарии:1905/1906, 1907/1908, 1916/1917